# Say Anything (banda)
Say anything es una banda de indie rock con influencias de punk rock, oriunda de Los Ángeles, CA. La banda se formó en el año 2000 por Max Bemis y Coby Linder. Por un tiempo la banda solo estuvo conformada por Max y Coby, Max grabó voces, guitarras, bajo y teclados a la vez; mientras que Linder grabó voces y percusiones. Después de muchos lanzamientos de EP y DEMOS, la banda lanza en el año 2001 Baseball: An Album by Sayanything, producido por ellos mismos y lanzado sin un sello discográfico. En el año 2003 la banda firma con Doghouse Records y un año después, el 3 de octubre de 2004, lanzan ...Is a Real Boy, del cual se hace una edición deluxe, años más tarde, ...Was a real boy, lanzada por J Records, antes del contrato con J, Bemis sufre adicción a la drogas y un severo desorden bipolar. Después de varios años la banda lanza singles de este disco, Alive with the Glory of Love (11 de septiembre de 2006) y Wow, I Can Get Sexual Too (30 de enero de 2007). El 23 de octubre de 2007 lanzan su tercer disco In Defense of the Genre, el cual cuenta con 2 CD y con variados vocalistas invitados (véase Adam Lazzara, Fred Mascherino, Aaron Gillespie, Gerard Way, Anthony Green, Hayley Williams, etc.). De este disco se lanzan 4 singles: Baby Girl, I'm a Blur (2 de octubre de 2007), Shiksa (Girlfriend), Skinny, Mean Man y Spores, estos 3 últimos lanzados en 2008. EL 3 de noviembre de 2009, lanzan su cuarto álbum de estudio, Say Anything, por la casa RCA; cuenta con bonustracks, una edición deluxe y otra más, titulada Say Anything's Secret Origin, los que son 9 demos del disco. Este disco lanza 2 singles: Hate Everyone y Do Better, lanzados en 2009. A inicios del 2011, la banda anunció lanzar un quinto disco de estudio.

## Miembros

### Miembros actuales
- Max Bemis – voces, guitarra rítmica (desde 2000) / bajo, teclados (2000 - 2005)
- Coby Linder – batería, percusión, coros (desde 2000)
- Alex Kent – bajo (desde 2005)
- Jake Turner – guitarras, coros (desde 2005)
- Parker Case – teclados, guitarra rítmica, coros
- Jeff Turner – guitarras, coros (desde 2005)

### Miembros pasados
- Evan Span – guitarra (2000 - 2001)
- Michael Levin – bajo (2000 - 2001)
- Josh Eichenstein (2000)
- Austin Vines – bajo (2003 - 2004)
- Kevin Seaton – bajo (2004) / guitarra (2004 - 2005)
- Casper Adams – guitarra (2004 - 2005)

### Miembros de apoyo
- Andy Jackson – guitarra (2005)

## Discografía
- -     Discografía completa de Say Anything, en inglés

### LP
- Baseball: An Album by Sayanything (2001)
- ... Is a Real Boy (2004)
- In Defense of the Genre (2007)
- Say Anything (2008)

### EP
- Junior Varsity (2000)
- In your Dreams (2001)
- Menorah/Majora (2002)
- For Sale Tour EP (2004)